# Always My Santa
Always My Santa és un manga de Ken Akamatsu publicat a Shōnen Magazine l'any 1998, en un sol capítol.
La història comença quan una noia anomenada Mai es troba amb un noi anomenat Santa, que odia el Nadal, ja que va néixer el 24 de desembre i en conseqüència li van posar aquest nom i a més a més mai ha tingut aniversari. Mai, amb els poders del Santa Claus, intentarà ajudar-lo.
El 2005 se'n llançà una versió en anime al Japó.